# Simon Schiffrin
Pour les articles homonymes, voir Schiffrin.
Simon Schiffrin est un producteur de cinéma français d'origine russe, né le 29 septembre 1894 à Bakou (Empire russe, aujourd'hui Azerbaïdjan), mort le 22 juillet 1985 à Paris.

## Biographie
Simon Schiffrin est le frère de Jacques Schiffrin, éditeur, fondateur de la Pléiade et de Pantheon Books, lui-même père d'André Schiffrin, éditeur et essayiste, qui a fait carrière chez Pantheon Books avant de créer The New Press.
Simon Schiffrin s'est réfugié à Paris, à la suite de la révolution russe.
Il s'est ensuite réfugié à New York à la suite des persécutions des Juifs en Europe.

## Filmographie
Producteur
- 1927 : Paname... n'est pas Paris (Die Apachen von Paris) de Nikolai Malikoff
- 1929 : Mon béguin de Hans Behrendt
- 1931 : La Maison jaune de Rio de Karl Grune et Robert Péguy
- 1931 : Das gelbe Haus des King-Fu de Karl Grune
- 1931 : Le Bal de Wilhelm Thiele
- 1931 : Der Ball de Wilhelm Thiele
- 1936 : Monsieur est saisi de René Sti
- 1936 : Mes tantes et moi d'Yvan Noé
- 1936 : Mon cousin de Marseille de Germain Fried
- 1951 : L'Auberge rouge de Claude Autant-Lara
- 1961 : Les Collants noirs de Terence Young
- 1964 : Chagall (documentaire )
- 1966 : Opération Opium (The Poppy Is Also a Flower) de Terence Young
- 1967 : La Vingt-cinquième Heure de Henri Verneuil

Directeur de production
- 1929 : Nuits de princes de Marcel L'Herbier
- 1930 : Le Capitaine Jaune de Anders Wilhelm Sandberg
- 1930 : Romance sentimentale de Sergueï Eisenstein
- 1932 : L'Amoureuse Aventure de Wilhelm Thiele
- 1932 : Madame hat Ausgang de Wilhelm Thiele
- 1933 : L'Ordonnance de Victor Tourjansky
- 1933 : Cette vieille canaille d'Anatole Litvak
- 1935 : Les Yeux noirs de Victor Tourjansky
- 1935 : Les Beaux Jours de Marc Allégret
- 1936 : La Porte du large de Marcel L'Herbier
- 1937 : Nuits de feu de Marcel L'Herbier
- 1938 : Le Quai des brumes de Marcel Carné
- 1938 : Lumières de Paris de Richard Pottier
- 1940 : Cavalcade d'amour de Raymond Bernard
- 1945 : Fausse Alerte de Jacques de Baroncelli
- 1959 : Le Petit Prof de Carlo Rim